# 張守乾
張守乾（1549年—1590年），字汝徤，號慕劬，河南衛輝府輝縣人，民籍，明朝政治人物。

## 生平
嘉靖四十年（1561年）辛酉科河南鄉試第三十二名，萬曆十一年（1583年）癸未科會試第三百四十二名，登三甲第二十一名進士。兵部觀政，本年授陕西西安府推官，十三年充本省乡试同考官，十六年升户部主事，十八年升大同管粮郎中，本年卒。

## 家族
曾祖張茂；祖父張椿；父張麒。母顧氏；繼母吉氏。慈侍下。